# Liste der Biografien/Nai
Liste der Biografien |
Portal Biografien |
Personensuche
# |
A |
B |
C |
D |
E |
F |
G |
H |
I |
J |
K |
L |
M |
N |
O |
P |
Q |
R |
S |
T |
U |
V |
W |
X |
Y |
Z |
?
 
Na |
Nb |
Nc |
Nd |
Ne |
Nf |
Ng |
Nh |
Ni |
Nj |
Nk |
Nl |
Nm |
Nn |
No |
Nr |
Ns |
Nt |
Nu |
Nv |
Nw |
Nx |
Ny |
Nz
 
Naa |
Nab |
Nac |
Nad |
Nae |
Naf |
Nag |
Nah |
Nai |
Naj |
Nak |
Nal |
Nam |
Nan |
Nao |
Nap |
Naq |
Nar |
Nas |
Nat |
Nau |
Nav |
Naw |
Nax |
Nay |
Naz
Die Liste der Biografien führt alle Personen auf, die in der deutschsprachigen Wikipedia einen Artikel haben. Dieses ist eine Teilliste mit 139 Einträgen von Personen, deren Namen mit den Buchstaben „Nai“ beginnt.

## Nai
- Nai-Cau, Liurai von Soro
- Nai-Chico († 1943), osttimoresischer Herrscher

### Naib
- Naib, Gulbadin (* 1991), afghanischer Cricketspieler
- Naibaho, Odekta Elvina (* 1991), indonesische Langstreckenläuferin
- Naibo, Carl (* 1982), französischer Radrennfahrer

### Naic
- Naiche († 1919), Häuptling der Bedonkohe-Apachen (auch als Chiricahua-Apachen bezeichnet)
- Naickamparampil, Thomas (* 1961), indischer Geistlicher, syro-malankarisch-katholischer Bischof von Parassala
- Naicker, Gagathura Mohambry (1910–1978), südafrikanischer Politiker und Arzt

### Naid
- Naidenow, Todor (* 1935), bulgarischer Opernsänger, Maler und Grafiker
- Naïditch, Dimitri (* 1963), ukrainischer Musiker (Piano, Komposition)
- Naiditsch, Arkadij (* 1985), deutscher SchachspielerArkadij Naiditsch (* 1985)

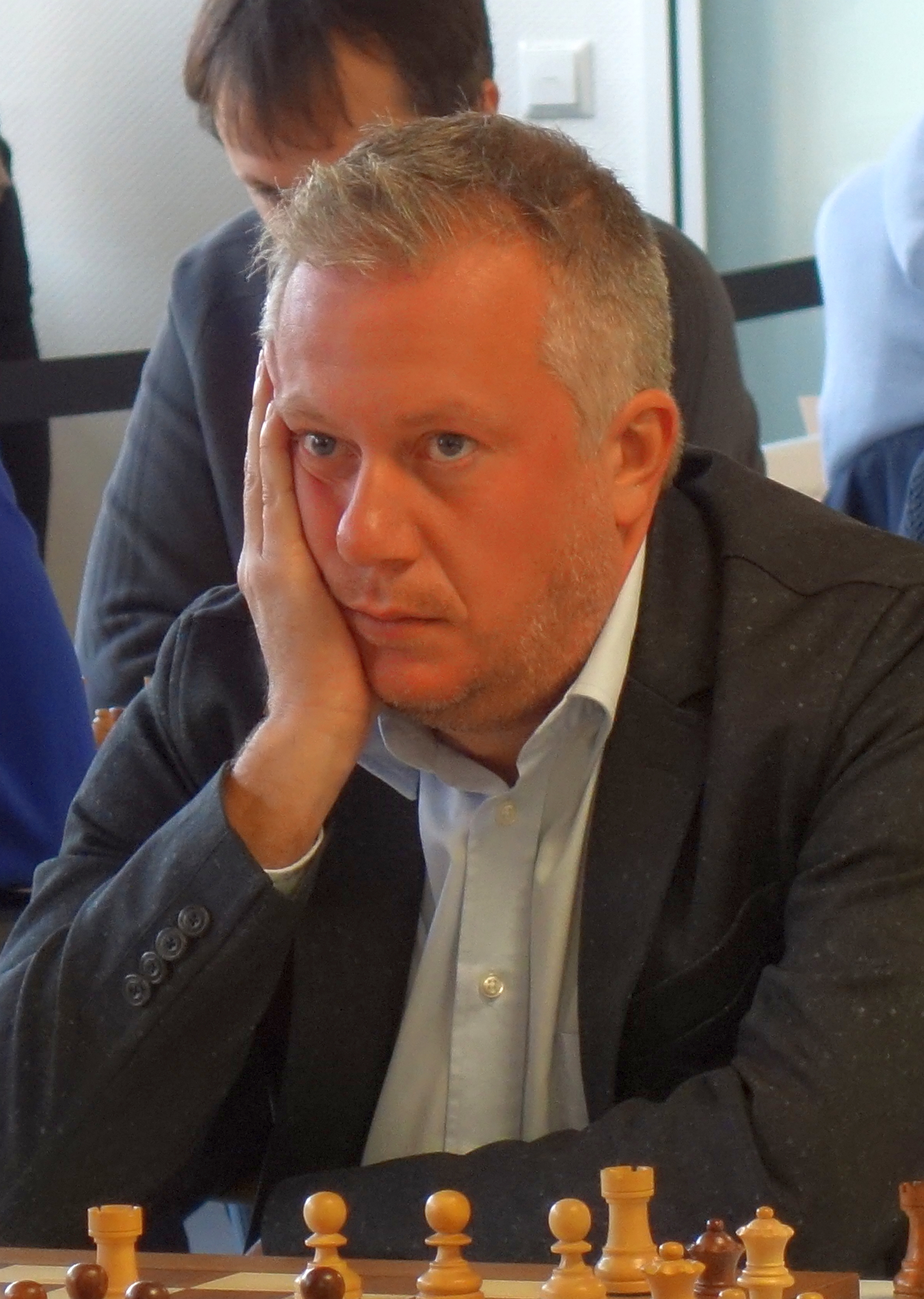
Arkadij Naiditsch (* 1985)

- Naidjonow, Alexander Nikolajewitsch (1866–1920), russischer Bankier und Unternehmer
- Naidjonow, Nikolai Alexandrowitsch (1834–1905), russischer Unternehmer, Bankier, Mäzen und Heimatforscher
- Naidjonowa, Olga Wladimirowna (* 1987), russische Eiskunstläuferin
- Naidoo, Beverley (* 1943), südafrikanische Schriftstellerin
- Naidoo, Indres (1936–2016), südafrikanischer Politiker und Autor, politischer Häftling
- Naidoo, Kesivan (* 1979), südafrikanischer Jazzmusiker (Schlagzeug, Perkussion, Komposition)
- Naidoo, Kumi (* 1965), südafrikanischer Politikwissenschaftler, Umwelt- und Menschenrechtsaktivist
- Naidoo, Leigh-Ann (* 1976), südafrikanische Beachvolleyballspielerin
- Naidoo, Stephen (1937–1989), römisch-katholischer Geistlicher und Erzbischof von Kapstadt
- Naidoo, Xavier (* 1971), deutscher Soul- und R&B-SängerXavier Naidoo (* 1971)

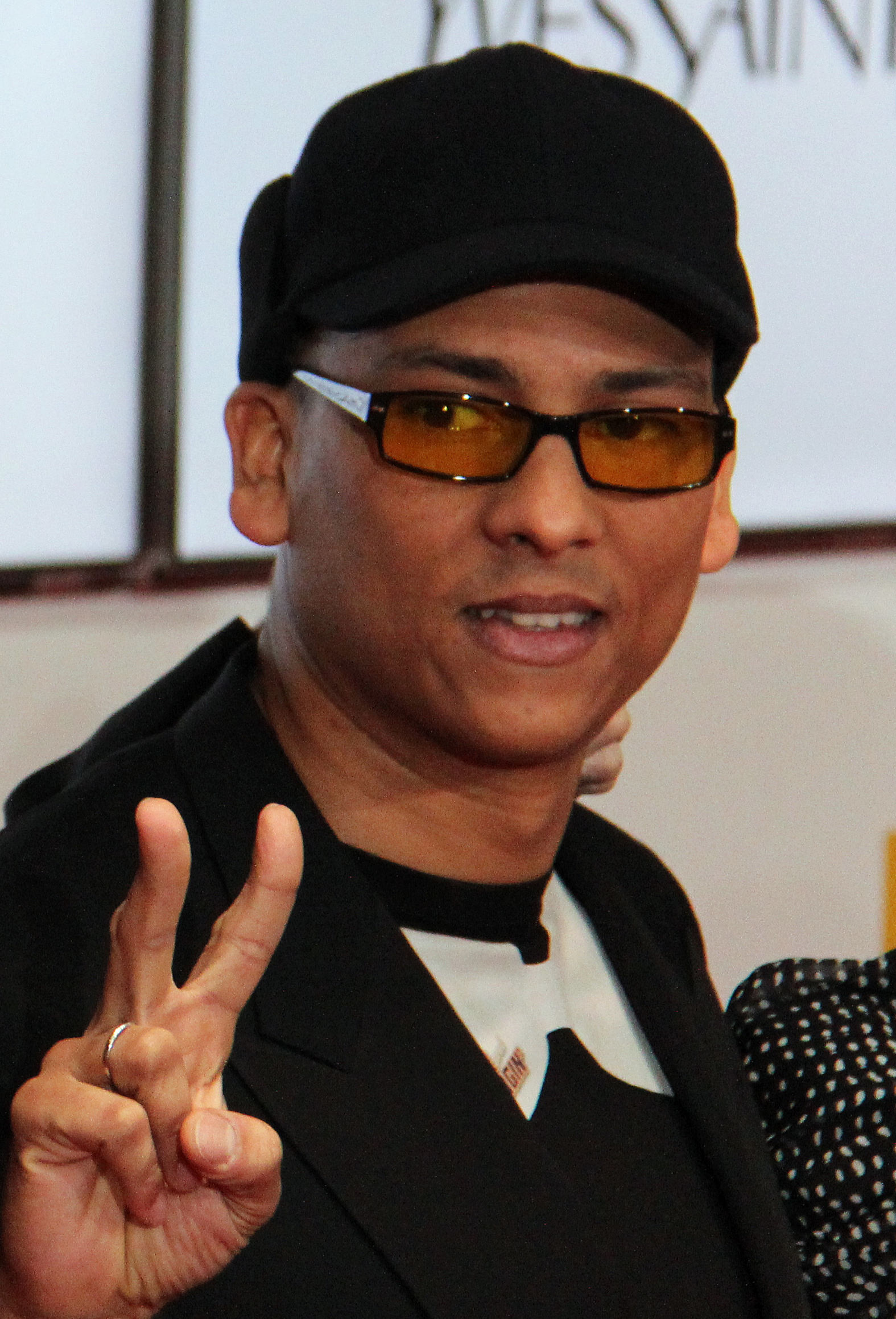
Xavier Naidoo (* 1971)

- Naidorf, Louis (* 1928), US-amerikanischer Architekt und Hochschullehrer
- Naidovski, Jason (* 1989), australischer Fußballspieler
- Naidu, Ajay (* 1972), US-amerikanischer Schauspieler
- Naidu, Alma (* 1995), deutsche Jazzmusikerin (Gesang, Songwriting)
- Naidu, Ann-Katrin, deutsche Opernsängerin (Mezzosopran)
- Naidu, N. Chandrababu (* 1950), indischer Politiker
- Naidu, Sarojini (1879–1949), indische Dichterin und Politikerin
- Naidu, Venkaiah (* 1949), indischer Politiker der Bharatiya Janata Party (BJP), Vizepräsident Indiens

### Naif
- Naif ibn Abd al-Aziz (1933–2012), saudi-arabischer Politiker und Kronprinz
- Naif, Abd ar-Razzaq an- (1933–1978), irakischer Politiker und 1968 Premierminister Iraks
- Naifeh, Ted (* 1971), US-amerikanischer Comiczeichner und -autor
- Naïfi, Amine (* 1999), französisch-marokkanischer Fußballspieler

### Naig
- Naigambo, Beata (* 1980), namibische Marathonläuferin
- Naigeon, Jacques-André (1738–1810), französischer Autor, Aufklärer und Publizist
- Naigre, Raymonde (* 1960), französische Leichtathletin

### Naik
- Naik, Kashinath (* 1983), indischer Speerwerfer
- Naik, Niaz Ahmed (1926–2009), pakistanischer Diplomat
- Naik, Pundalik (* 1952), indischer Autor
- Naik, Ram (* 1934), indischer Politiker der Bharatiya Janata Party (BJP)
- Naik, Samir Subash (* 1979), indischer Fußballspieler
- Naik, Shripad Yesso (* 1952), indischer Politiker
- Naik, Sudhir (1945–2023), indischer Cricketspieler
- Naik, Vasantrao Phulsing (1913–1979), indischer Politiker
- Naik, Zakir (* 1965), islamischer Fernsehprediger
- Naïka (* 1998), US-amerikanische Sängerin und SongwriterinNaïka (* 1998)

Naïka (* 1998)

- Naikelekelevesi, Isireli (* 1976), fidschianischer Leichtathlet

### Nail
- Nail, Bethanie (* 1956), australische Sprinterin
- Nail, David (* 1979), US-amerikanischer Countrysänger
- Nail, Jimmy (* 1954), britischer Schauspieler und Sänger
- Nail, Louis (1864–1920), französischer Jurist und Politiker
- Nailatikau, Epeli (* 1941), fidschianischer Politiker, Präsident
- Naili, Mokhtar (* 1953), tunesischer Fußballtorhüter
- Naill, Richard, US-amerikanischer Cellist und Musikpädagoge
- Nails, Debra (* 1950), US-amerikanische Philosophiehistorikerin
- Nails, Scott (* 1982), US-amerikanischer Pornodarsteller

### Naim
- Naím, Moisés (* 1952), venezolanischer Journalist und Autor
- Naim, Yael (* 1978), israelische Singer-Songwriterin
- Naïma, Sängerin aus den Komoren
- Na'īmā († 1716), osmanischer Verwaltungsbeamter und Historiker
- Naima (* 1981), deutsche Sängerin und MusicaldarstellerinNaima (* 1981)

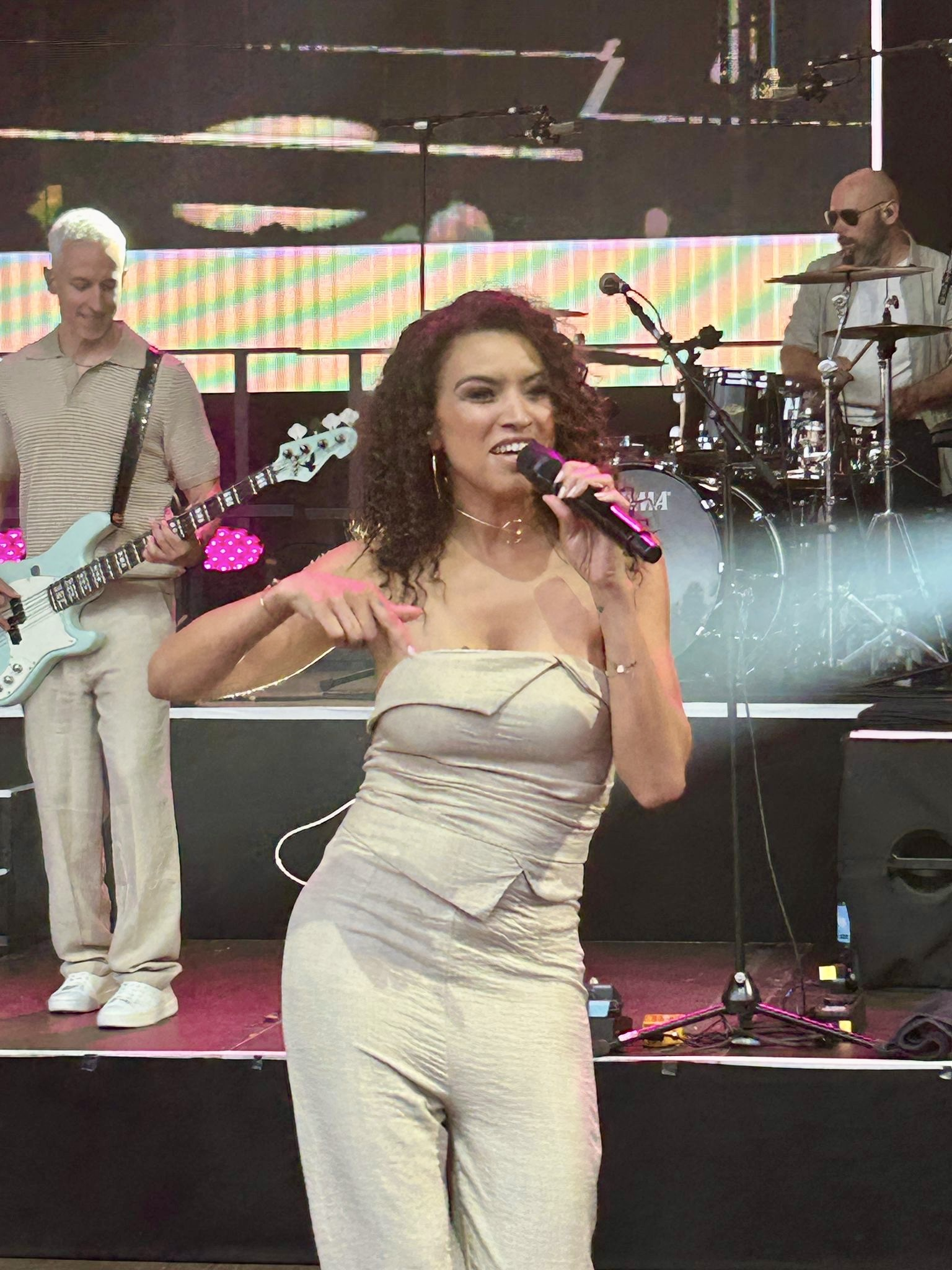
Naima (* 1981)

- Naimark, Norman (* 1944), US-amerikanischer Historiker und Politikwissenschaftler
- Naimark, Viktor (* 1963), deutscher Maler, Bildhauer und Architekt russischer Herkunft
- Naimat, Yazan al- (* 1999), jordanischer Fußballspieler
- Naime Sultan (1876–1945), osmanische Prinzessin
- Na'imeddin, Ibrahim (* 1695), osmanischer Dichter und Historiker
- Naimi, Ali Al- (* 1935), saudi-arabischer Unternehmer, Politiker und Minister
- Naimi, Kadour (* 1945), algerisch-französisch-italienischer Filmproduzent, Drehbuchautor, Dramatiker und Schauspieler
- Naimi, Mubaraka Al- (* 2001), katarische Tennisspielerin
- Naimowa, Tesdschan (* 1987), bulgarische Sprinterin
- Naimuschina, Jelena Arkadjewna (1964–2017), russische Kunstturnerin

### Nain
- Naine, Charles (1874–1926), Schweizer sozialdemokratischer Politiker und Publizist
- Naing Zayar Htun (* 1985), myanmarischer Fußballspieler
- Nainggolan, Radja (* 1988), belgischer FußballspielerRadja Nainggolan (* 1988)

Radja Nainggolan (* 1988)

- Nainsukh († 1778), indischer Maler

### Naip
- Naipaul, V. S. (1932–2018), britischer Schriftsteller und Literaturnobelpreisträger

### Nair
- Nair, Anaitha (* 1984), indische Film- und Theaterschauspielerin sowie Sängerin
- Nair, Devan (1923–2005), singapurischer Politiker
- Nair, Dhanya (* 1984), indische Badmintonspielerin
- Nair, G. Madhavan (* 1943), indischer Raumfahrtfunktionär
- Nair, Mira (* 1957), indische FilmregisseurinMira Nair (* 1957)

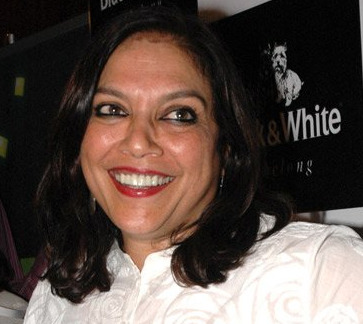
Mira Nair (* 1957)

- Nair, P. K. (1933–2016), indischer Filmarchivar
- Nair, Patrick (1932–2017), indischer Geistlicher, römisch-katholischer Bischof von Meerut
- Nair, Preethi (* 1971), britische Autorin indischer Herkunft
- Nair, Ramesh (* 1975), indisch-österreichischer Choreograph, Tänzer, Bühnendarsteller und Sänger
- Nair, V. M. Madhavan (1919–2021), indischer Diplomat
- Nair, Varsha (* 1957), indische Künstlerin
- Nairizi, an-, persischer Mathematiker und Astronom
- Nairn, Allan (* 1956), US-amerikanischer Investigativjournalist
- Nairn, Christine (* 1990), US-amerikanische Fußballspielerin
- Nairn, Kristian (* 1975), nordirischer Schauspieler und DJ
- Nairn, LaQuan (* 1996), bahamaischer Weitspringer
- Nairn, Michael (1804–1858), schottischer Unternehmer und Produzent für Baumwolle und Bodenbeläge
- Nairn, Michael (1874–1952), schottischer Unternehmer und Produzent für Baumwollwaren und Bodenbeläge
- Nairn, Michael Barker (1838–1915), schottischer Unternehmer und Produzent für Baumwollwaren und Bodenbeläge
- Nairn, Tom (1932–2023), britischer Politologe
- Nairne, Edward (1726–1806), englisches Optiker, Instrumentenbauer und Entdecker des Radiergummis
- Nairne, Sandy (* 1953), englischer Museumsdirektor und Autor
- Nairz, Josef (* 1936), österreichischer Bobsportler
- Nairz, Wolfgang (* 1944), österreichischer Bergsteiger

### Nais
- Naïs, Hélène (1927–2010), französische Romanistin und Sprachwissenschaftlerin
- Naisali, Henry (1928–2004), tuvaluischer Politiker
- Naisbitt, John (1929–2021), US-amerikanischer Autor mit dem Themenschwerpunkt Trend- und Zukunftsforschung
- Naischuller, Ilja Wiktorowitsch (* 1983), russischer Musiker, Filmregisseur und DrehbuchautorIlja Wiktorowitsch Naischuller (* 1983)

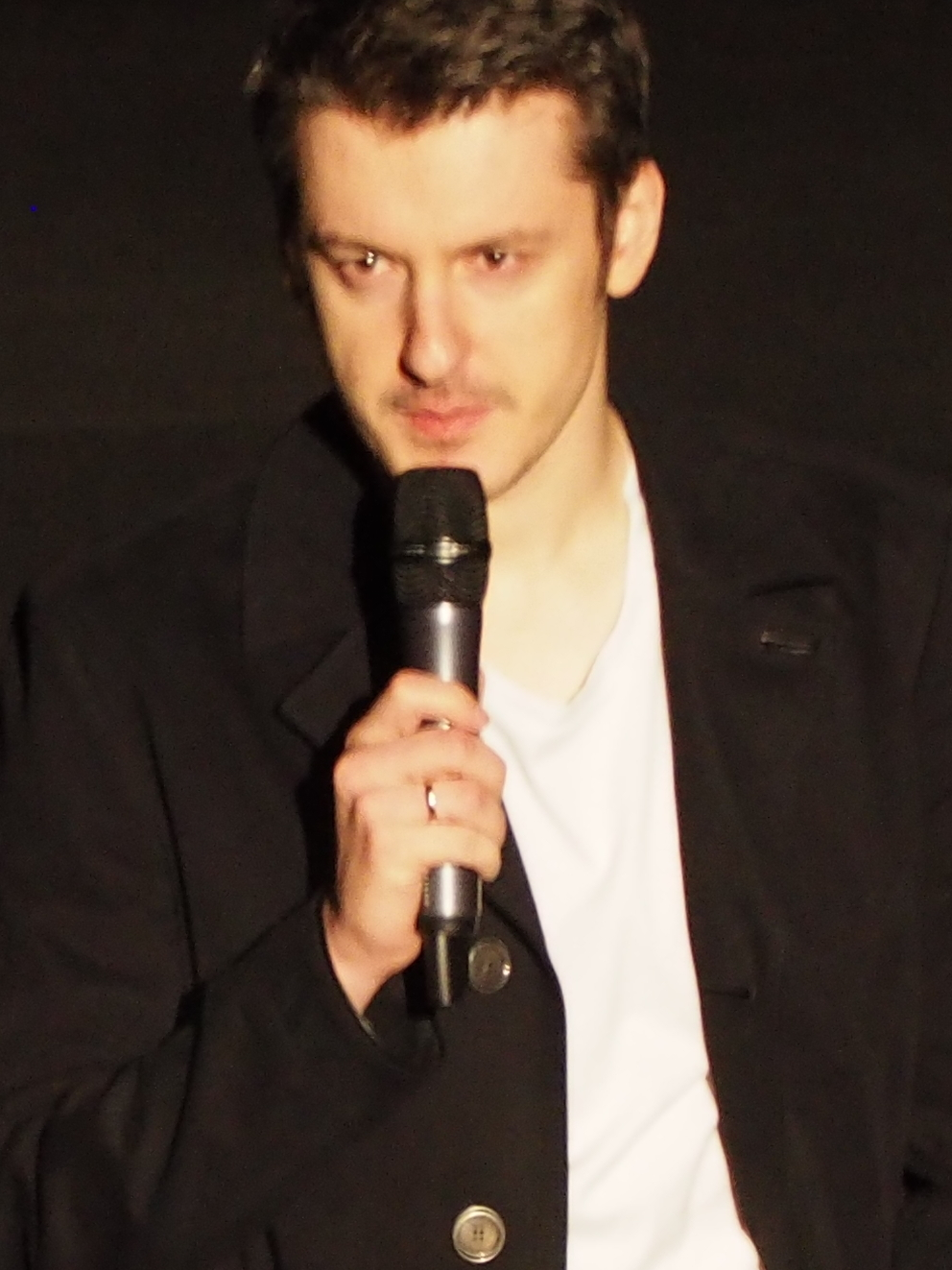
Ilja Wiktorowitsch Naischuller (* 1983)

- Naish, Darren (* 1975), britischer Paläontologe, Sachbuchautor und Wissenschaftskommunikator
- Naish, J. Carrol (1896–1973), US-amerikanischer Film- und Theaterschauspieler
- Naish, Robby (* 1963), US-amerikanischer Surfer und vielfacher Weltmeister im Windsurfen
- Naismith, James (1861–1939), kanadischer Arzt und Pädagoge sowie Erfinder der Sportart Basketball
- Naismith, Jason (* 1994), schottischer Fußballspieler
- Naismith, Jon (* 1965), britischer Produzent vieler BBC-Radiosendungen
- Naismith, Laurence (1908–1992), britischer Schauspieler
- Naismith, Steven (* 1986), schottischer Fußballspieler
- Naisson, Gerlin (* 1978), estnische Fußballspielerin
- Naissoo, Tõnu (* 1951), estnischer Komponist und Jazzmusiker
- Naissoo, Uno (1928–1980), estnischer Komponist und Jazzmusiker

### Nait
- Naït Oufella, Rabah (* 1992), französischer Schauspieler
- Naithani, Brian (* 1982), deutscher Poolbillardspieler
- Naitō, Daisuke (* 1974), japanischer Boxer im Fliegengewicht
- Naitō, Jōsō (1662–1704), japanischer Haiku-Dichter der frühen Edo-Zeit
- Naitō, Jun (* 1970), japanischer Fußballspieler
- Naitō, Katsutoshi (1895–1969), japanischer Ringer und Judokämpfer
- Naitō, Keisuke (* 1987), japanischer Fußballspieler
- Naitō, Mami (* 1986), japanische Badmintonspielerin
- Naitō, Naoki (* 1968), japanischer Fußballspieler
- Naitō, Naruyuki (* 1967), japanischer Fußballspieler
- Naitō, Nobuhiro (* 1978), japanischer Fußballspieler
- Naito, Osamu (1949–2016), japanischer Eisschnellläufer
- Naito, Ramsey Ann, US-amerikanische Filmproduzentin
- Naitō, Tachū (1886–1970), japanischer Architekt, Ingenieur und Hochschullehrer
- Naitō, Tomofumi (* 1993), japanischer Skispringer
- Naitō, Tomoyasu (* 1986), japanischer Fußballspieler
- Naitō, Torajirō (1866–1934), japanischer Sinologe und Historiker
- Naitō, Yamato (* 2004), japanischer Fußballspieler
- Naitō, Yōhei (* 1988), japanischer Fußballspieler
- Naitō, Yūki (* 2001), japanische Tennisspielerin
- Naituku, Epineri (1963–2019), fidschianischer Rugbyspieler
- Naituku, Sairusi (1961–2016), fidschianischer Rugbyspieler

### Naiv
- Naiveu, Matthys (* 1647), niederländischer Maler
- Naivilawasa, Salacieli (* 1961), fidschianischer Rugbyspieler